# Keith Benson
Pour les articles homonymes, voir Benson.
Keith Benson, né le 13 août 1988 à Farmington Hills, dans le Michigan, est un joueur américain de basket-ball. Il évolue aux postes d'ailier fort et de pivot.

## Biographie
En décembre 2013, il est nommé meilleur joueur de la 5e journée de la saison régulière de l'EuroChallenge avec une évaluation de 36 (26 points, 8 rebonds et 5 contres) dans une victoire du Tsmoki-Minsk face au BC Mureș.
En octobre 2014, Benson signe un contrat avec le Klaipėdos Neptūnas, club lituanien qui joue l'Euroligue. Le contrat court jusqu'à la fin de la saison.
Le 23 septembre 2016, il signe pour le Heat de Miami

## Palmarès
- Coupe de Biélorussie
  - Vainqueur : 2014
- NBA G League
  - Vainqueur : 2016